# Comté de Pierce (Nebraska)
Pour les articles homonymes, voir Pierce et Comté de Pierce.
Le comté de Pierce est un comté de l'État du Nebraska, aux États-Unis. Son siège est la ville de Pierce. Il compte en 2010, 7 266 habitants et a été baptisé en l'honneur du président Franklin Pierce.